# Ambulyx liturata
Espèce
Ambulyx liturata est une espèce de lépidoptères de la famille des Sphingidae, sous-famille des Smerinthinae, tribu des Ambulycini, et du genre Ambulyx.

## Description
L'envergure varie de  106 à 134 mm. 
L'espèce est très similaire à Ambulyx maculifera, mais on peut l'en distinguer par l'absence de la tache costale sub-basale sur la face dorsale de l'aile antérieure.

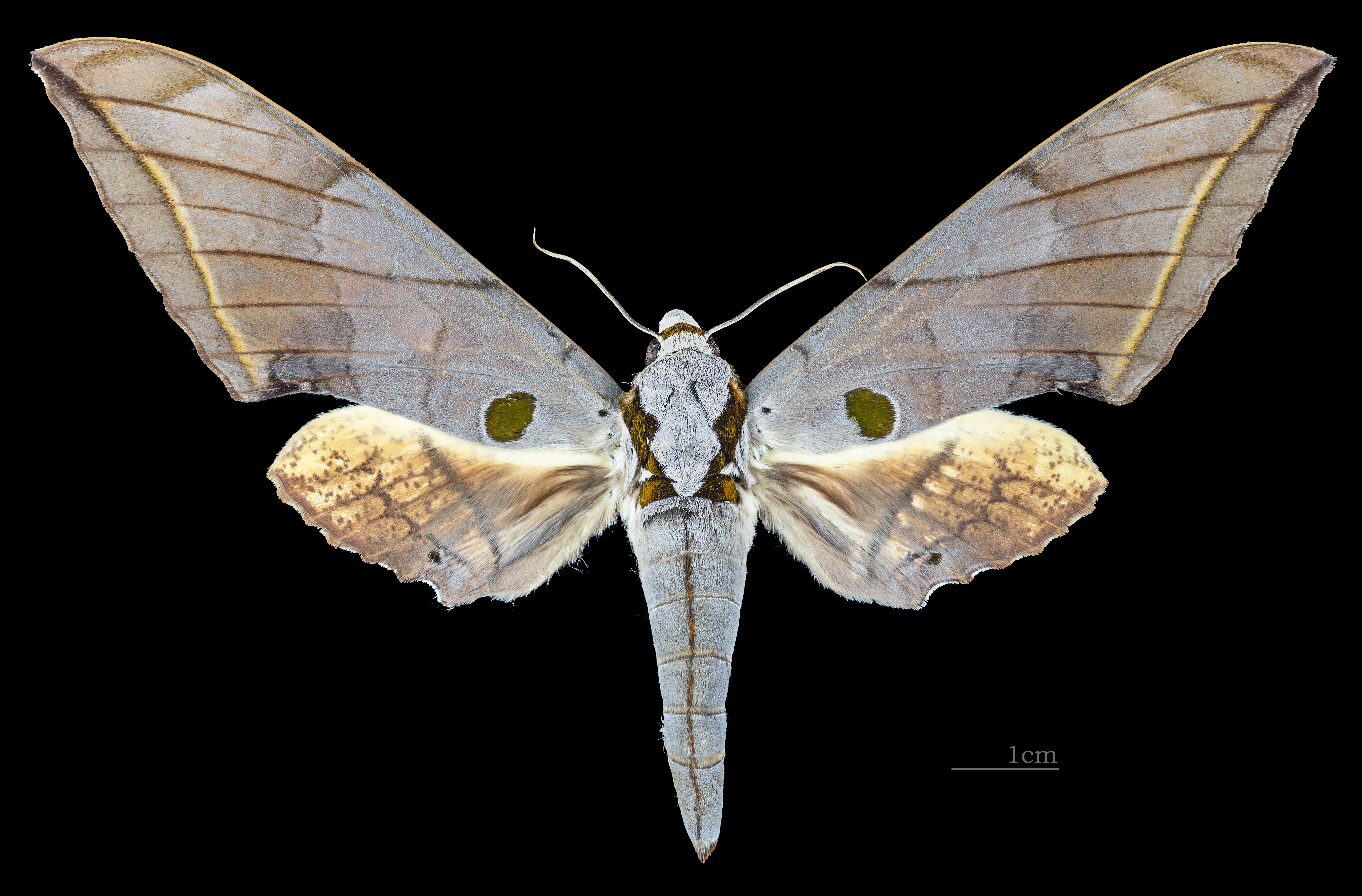
Face dorsale de la femelle (coll. MHNT)
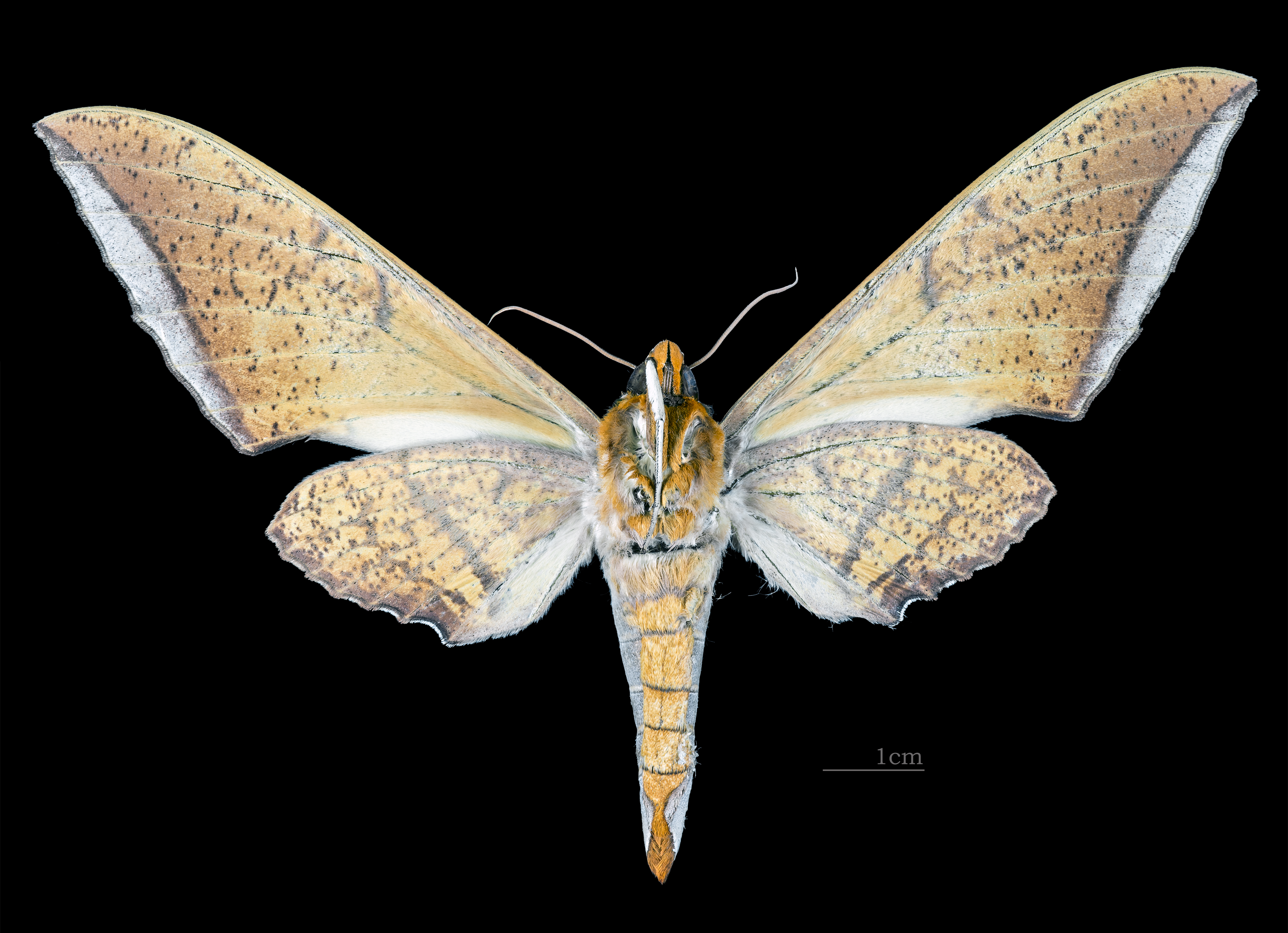
Revers de la femelle (coll. MHNT)

## Biologie
Les chenilles se nourrissent en Chine sur Canarium album.

## Répartition et habitat
Répartition
L'espèce est connue au Népal, au nord-est de l'Inde (Sikkim et Assam), en Birmanie, Thaïlande, Vietnam au Fujian et à Hong Kong en Chine.

## Systématique
- L'espèce Ambulyx liturata a été décrite par l'entomologiste britannique Arthur Gardiner Butler en 1875.

### Synonymie
- Ambulyx rhodoptera Butler, 1875